# دلیانووا
دلیانووا (به ایتالیایی: Delianuova) یک کومونه در ایتالیا است که در استان رجو کالابریا واقع شده‌است.
 دلیانووا ۲۱٫۰ کیلومتر مربع مساحت و ۳٬۵۴۲ نفر جمعیت دارد.